# 方部
方部（ほうぶ）とは
1．福島県において地方、地域、地区を表す言葉である。主に官公庁や企業組合などの団体で用いられ、県内全体を分ける場合だけでなく、市町村内の地区について表すこともある。
2．漢字を部首により分類したグループの一つであり、当頁で扱う。康熙字典214部首では70番目に置かれる（4画の10番目）。

## 概要

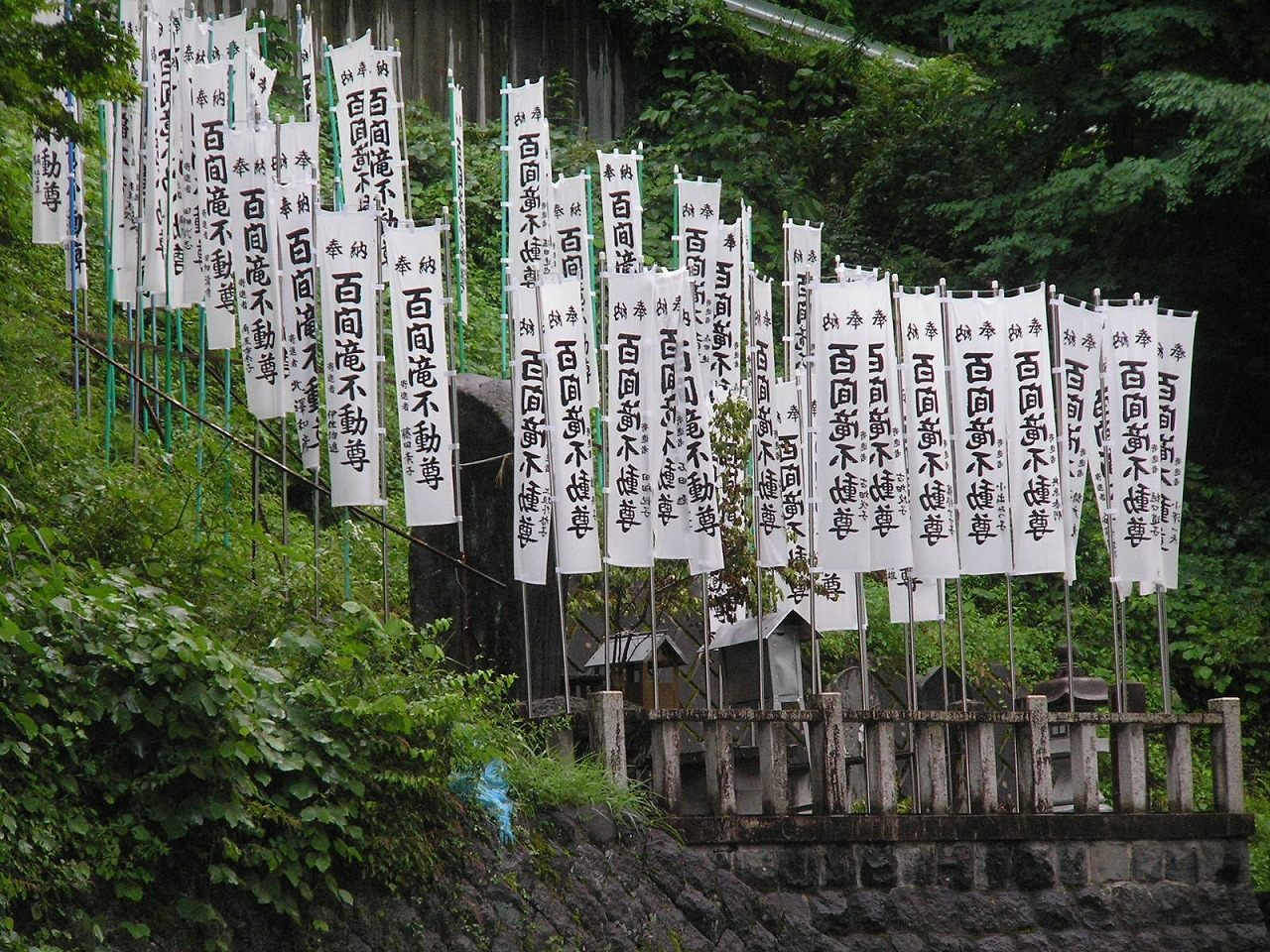

「方」の字は『説文解字』によると並び舟を意味し、二艘の舟とその先頭をまとめた形に象るという。偏旁では「ホウ」といった音を表す音符として使われる。
しかし、方部が収める漢字はもっぱら「㫃（方+人、U+3AC3）」を意符とする漢字である。「㫃（方+人）」の音は「エン（偃）」、旗が翻る様子に象る。実際、『説文解字』では「㫃部」が立てられ、現在方部に属する漢字のほとんどが㫃部に属していた。
「㫃」は偏旁の意符としては旗や軍隊に関することを示す。「旅」の左から右上部のように変形して使われる。
方部は上記の意符を構成要素とする漢字および「方」を筆画に持つ漢字を収める。

## 字体差
「亠」同様、印刷書体（明朝体）における「方」字の1画目には地域による差異がある。『康熙字典』は1画目を短い縦棒とし、日本・韓国はこれに従う。一方、中国の新字形・台湾の国字標準字体・香港の常用字字形表ではこれを点画としている（「方」と表記）。

## 部首の通称
- 日本：かたへん・ほうへん・ほう
- 中国：方字旁
- 韓国：모방부（mo bang bu、角の方部）
- 英米：Radical square

## 部首字
方
- 広韻 - 府良切、陽韻
- 詩韻 - 陽韻、平声
- 三十六字母 - 非母
- 日本語 - 音：ホウ（ハウ）（漢音） 訓：かた・ならぶ・くらぶ・まさに…
- 中国語 - ピンイン：fāng 注音：ㄈㄤ ウェード式：fang 1
- 朝鮮語 - 訓音：모（mo、角）・방위（bangwi、方位）・곳（got、ところ）・방법（bangbeop、方法）・바야흐로（bayaheuro、まさに） 방(bang)

## 例字
- 方・旁
- 施・旅・旋・族・旗
- 於